# Лильо Ігор Миколайович
Ігор Миколайович Лильо (нар. 14 червня 1971, Львів) — український історик, доцент кафедри історії середніх віків та візантиністики Львівського національного університету імені Івана Франка, доктор історичних наук, Ph.D, Dr hab. Uniwersytet Wrocławski (з 2022). Автор історичних монографій, путівників, науково-популярних статей. Дослідник історії України, Галичини, Львова, антрополог та знавець галицької кухні. Львівська легенда. Директор ГО «Інститут Галицької кухні». З 1999 року автор програм на Радіо Львівська Хвиля.

## Біографія
Народився у Львові. У 1988 році закінчив СШ № 46. В 1989—1995 роках навчався на історичному факультеті Львівського національного університету імені Івана Франка. У 1999 році захистив кандидатську дисертацію на тему «Фінансове господарство міста Львова 1730—1750 рр.» (керівник — Роман Шуст).  У 2019 році захистив докторську дисертацію на тему «Греки на території Руського воєводства у XV—XVIII ст.» (науковий консультант — Леонтій Войтович).
З 1999 працював на посаді асистента кафедри візантології ЛНУ імені Івана Франка, з 2002 до 2022 року на посаді доцента кафедри історії середніх віків та візантиністики ЛНУ імені Івана Франка.
Співавтор підручника «Вступ до візантиністики» / За ред. С. Б. Сорочана і Л. В. Войтовича. Львів: Видавництво «Апріорі», 2011.

## Робота та стажування
- 2022-2023 Visiting Professor Факультет Історії UCSD (CA, USA)
- 2022 стипендіат Thesaurus Poloniae Awards International Center of Culture, Krakow, Poland[9]
- 2022 стипендіат PAN, Instytut Etnologii i Antropologji Kulturowej UW (Warsaw, Poland)
- 2016-2017 стипендіат Fulbright Scholar Award (UCSD, CA) USA[10]
- 2008-2009 стипендіат Reagan-Fascel Democracy Fellow program (Washington D.C.) USA[11]
- 2003 дослідницька стипендія Foundation «Kasa im. J. Mianowskiego. Fundacja Popierania Nauki» Warsaw, Poland
- 2002 стипендія Foundation of Queen Jagwiga, Jagiellonian University, Krakow, Poland
- 2000 дослідницька стипендія Open Society Institute, Budapest, Hungary
- 1999 стипендія Foundation «Kasa im. J. Mianowskiego. Fundacja Popierania Nauki», Warsaw, Poland
- 1996-1997 навчання в університеті Св. Андрія (Патра, Греція)

## Нагороди
- 2016 «Золотий герб міста Львова» відзнака Міської ради за популяризацію та гідне представлення Львова у світі[12]
- 2016 Відзнака Президента України - ювілейна медаль «25 років Незалежності України»

## Відзнаки
- 2022 Відзнака Українського інституту книги в номінації «Найпопулярніші книги в бібліотеках Україні» за книгу «Львівська кухня» Фоліо, Харків, 2019 (перше видання 2015)
- 2021 Номінація найкраща книга про культуру їжі у Східній Європі від Gourmand World Cookbook Awards за книгу «Ukraine: food and history», 2021[13]
- 2008 Відзнака Української Асоціації Бібліотек в номінації кращій туристичний путівник України на книгу «Автомобільна прогулянка Україною» Балтія-Друк, Київ, 2008.
- 2007 Відзнака Українського книжкового форуму в номінації кращий путівник Україною за книгу «Мандрівка Львовом», Балтія-Друк, Київ, 2005.

## Основні праці
- [співавтор]  Львівська кухня (польською) Znak, Kraków, 2023
- [співавтор]  Шляхетна кухня Галичини Видавництво Старого Лева, Львів, 2022
- [співавтор] УКРАЇНА: Їжа та історія. Український інститут, Їжак, Київ, 2021[14].
- Львівська кухня, Фоліо, Харків, 2015, (2-ed. 2019)[15]
- Греки на території Руського воєводства XV-XVIII ст. / ЛНУ імені Іван Франка, Львів, 2019[16]
- Lviv travel guide. Kyiv, Samit-book, 2019.
- Мандрівка Львовом Путівник. Балтія-Друк, Київ, 2005[17].
- Мандрівка Закарпаттям. Балтія-Друк, Київ, 2006.
- Автомобільна прогулянка Україною Київ, 2008[18].